# Corallimorpharia
Corallimorpharia é uma ordem de cnidários antozoários da subclasse Hexacorallia. São comumente confundidos com as anêmonas apesar de estarem muito mais próximos aos corais.